# فرسایش فضایی

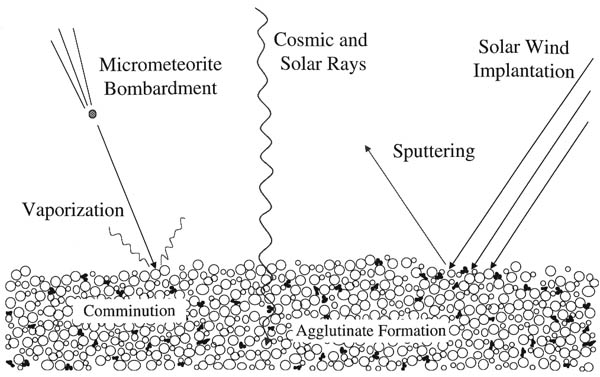
فرایندهای گوناگونی که جزو فرسایش فضایی به‌شمار می‌آیند.

فرسایش فضایی اصطلاحی است که برای چند فرایند مختلف مربوط به تأثیری که محیط در فضای فرازمینی بر روی اجرام فضایی دارد به‌کار می‌رود.
اجرام بدون هوا (از آن جمله ماه، سیاره تیر، سیارک‌ها، دنباله‌دارها و برخی از ماه‌های دیگر سیارات) در معرض فرسایش‌های گوناگون فضایی قرار دارند. از جمله:
- تصادم پرتوهای کیهانی کهکشانی و پرتوهای کیهانی خورشیدی.
- تابش‌دهی، برخورد و کندوپاش بر اثر ذرات باد خورشیدی.
- بمباران توسط شهاب‌سنگ‌ها و ریزشهاب‌سنگ‌ها در اندازه‌های گوناگون.

فرسایش فضایی از این جهت اهمیت دارد که بر ویژگی‌های فیزیکی و نوری سطح بسیاری از اجرام آسمانی تأثیر می‌گذارد. به‌شمار آوردن این تأثیر، به دقیق‌تر شدن واکاوی نتایج و داده‌های سنجش از دور کمک می‌کند.